# Пилипенко, Владимир Степанович
Владимир Степанович Пилипенко (25 ноября 1918, Кальнишовка — 13 марта 2005, Севастополь) — советский военный моряк-катерник в годы Великой Отечественной войны и военачальник, Герой Советского Союза (16.05.1944). Вице-адмирал (28.10.1976).

## Биография
Родился 25 ноября 1918 года в селе Кальнишовка (ныне Тывровского района Винницкой области Украины) в крестьянской семье. Украинец. Член ВКП(б) с 1944 года. Окончил неполную среднюю школу в 1932 году, рабфак в 1937 году, два курса Харьковского института инженеров транспорта в 1939 году.
В Военно-Морском Флоте с июня 1939 года. В 1941 году окончил Высшее военно-морское училище имени М. В. Фрунзе. Участник Великой Отечественной войны с октября 1941 года, когда прибыл на Черноморский флот и получил в командование торпедный катер ТКА-96 типа Г-5 2-й бригады торпедных катеров. Боевое крещение принял в ходе Керченско-Феодосийской десантной операции, выполняя разведвыходы к занятому противнику побережья в местах высадки десантов, и прикрывая переход кораблей с десантом. Тогда же провёл свой первый морской бой с группой немецких катеров, добившись попаданий в два из них.
В феврале 1942 года одержал и первую победу, потопив торпедой самоходную баржу. С апреля 1942 года ТКА-96 под его командованием действовал в составе Азовской военной флотилии до её расформирования, участвовал в битве за Кавказ. В феврале 1943 года участвовал в высадке десанта в районе Южной Озерейки.
Летом 1943 года назначен командиром артиллерийского катера ТКА-106 «Московский ремесленник», на котором в ночь на 25 августа в Керченском проливе атаковал два немецких сторожевых катера и потопил один из них. Участник Новороссийской десантной операции, высадки десанта в порт Анапы и десанта в районе Благовещенской. Отважно действовал в Керченско-Эльтигенской десантной операции, выдержав целую серию неравных боёв с немецкими катерами, блокировавшими с моря советский плацдарм у Эльтигена. В декабре 1943 года в ходе доставки грузов на Керченский плацдарм ТКА-106 был потоплен немецкой авиацией, а сам Пилипенко ранен в голову. В феврале 1944 года назначен командиром звена торпедных катеров. Участвовал в Одесской и Крымской наступательных операциях.
Командир звена торпедных катеров 2-й бригады торпедных катеров Черноморского флота старший лейтенант Владимир Пилипенко в период несения дозора, конвоирования кораблей и судов, высадки десантных групп подбил три торпедных катера и потопил десантную баржу противника, сбил 1 самолёт.
Указом Президиума Верховного Совета СССР от 16 мая 1944 года за образцовое выполнение боевых заданий командования на фронте борьбы с немецко-фашистскими захватчиками по освобождению Крыма и проявленные при этом геройство и отвагу старшему лейтенанту Пилипенко Владимиру Степановичу присвоено звание Героя Советского Союза с вручением ордена Ленина и медали «Золотая Звезда».
В декабре 1944 года назначен командиром отряда торпедных катеров Дунайской военной флотилии, во главе которого участвовал в Белградской, Будапештской и Венской операциях. Последний бой провёл на Дунае 7 мая 1945 года.
За годы войны под командованием В. С. Пилипенко было потоплено семь вражеских кораблей, сбит самолёт. Сам отважный командир был трижды ранен, но всегда возвращался в боевой строй.
После войны продолжал службу в ВМФ СССР. С 1945 по 1949 годы в 1-й Севастопольской бригаде торпедных катеров ЧФ командовал 9-м отрядом катеров и 1-м дивизионом катеров. В 1952 году он окончил Военно-морскую академию. С 1952 года — начальник штаба 192-й бригады торпедных катеров 41-й дивизии торпедных катеров Черноморского флота, с 1954 года командовал этой бригадой, затем 7-й бригадой торпедных катеров Потийской ВМБ, 191-й бригадой торпедных катеров и 117-й бригадой опытовых судов Керченско-Феодосийской ВМБ. С 1960 года — начальник отдела в штабе Черноморского флота. С 1963 года — заместитель начальника Тихоокеанского высшего военно-морского училища имени С. О. Макарова. С 1967 года по 1981 год — начальник Калининградского высшего военно-морского училища, в стенах которого он стал доцентом (1973), кандидатом технических наук; подготовил не одно поколение офицеров для всех флотов Советского Союза. С 1982 года вице-адмирал Пилипенко В. С. — в отставке.
Жил в городе Севастополе. Возглавлял Севастопольское отделение Всеукраинского объединения ветеранов войны, проводил большую работу среди ветеранов Великой Отечественной войны и молодёжи. Был членом Социал-демократической партии Украины. Являлся почётным членом экипажа корвета «Винница» Военно-Морских Сил Украины.
В 2000 году подал судебный иск о защите чести и достоинства к газете «Севастопольская Правда», в своих публикациях обвинившей Владимира Степановича в предательстве воинской присяги и своих боевых товарищей. Суд удовлетворил иск и обязал газету выплатить вице-адмиралу Пилипенко 11 тысяч гривен в качестве компенсации за нанесенный моральный ущерб.
Скончался 13 марта 2005 года, на 87-м году жизни. Похоронен на Кладбище коммунаров в Севастополе.

## Награды
- Герой Советского Союза (16.04.1944)
- Орден Ленина (16.05.1944)
- Орден Красного Знамени (5.11.1943)
- Два ордена Орден Отечественной войны 1-й степени (8.06.1945, 11.03.1985)
- Два ордена Красной Звезды (5.09.1943, 30.04.1954)
- Орден «За службу Родине в Вооружённых Силах СССР» 3-й степени (1976)
- Медаль «За отвагу» (19.06.1943)
- Медаль «За боевые заслуги» (15.11.1950)
- Медали СССР
- Ордена Богдана Хмельницкого I, II (1999)[5] и III (1998)[6] степеней (Украина)
- Орден Тудора Владимиреску 4-й степени (Румыния, 1.10.1974))
- Медаль «30 лет Болгарской народной армии» (Болгария, 14.09.1974)
- Медаль «30 лет Победы над фашистской Германией» (Болгария, 6.03.1975)
- Медаль «40 лет Победы над гитлеровским фашизмом» (Болгария, 16.05.1985)
- «Почётный гражданин города-героя Севастополя»

## Память
- Бюст Героя установлен на территории соединения ракетных кораблей Черноморского флота в Севастополе.
- Имя В. С. Пилипенко увековечено на Сапун-Горе — на мемориальной доске освободителей города-героя Севастополя, удостоенных звания Героя Советского Союза.
- Имя Героя присвоено средней общеобразовательной школе № 60 города Севастополя.
- На фасаде дома № 24 по улице Ленина в Севастополе, в котором жил Герой, установлена мемориальная доска.

## Сочинения
- Пилипенко В. С. В бой идут катерники. — М.: Воениздат, 1989. — 150 с. — (Военные мемуары). — ISBN 5-203-00591-5.